# Skałat Stary
Skałat Stary – wieś w rejonie tarnopolskim obwodu tarnopolskiego, założona w 1295 r. W II Rzeczypospolitej miejscowość była siedzibą gminy wiejskiej Skałat Stary w powiecie skałackim województwa tarnopolskiego. Wieś liczy 1081 mieszkańców. 

## Historia
W 1939 r. wieś liczyła ok. 2400 mieszkańców, z których 75% stanowili Polacy. W latach 1943–1945 nacjonaliści ukraińscy z OUN - UPA zamordowali tutaj 9 Polaków. 
W czasie okupacji niemieckiej mieszkające we wsi polskie rodziny Żądłów i ukraińska rodzina Bomoków udzielały pomocy Żydom, za co po wojnie Instytut Jad Waszem uhonorował tytułami Sprawiedliwych wśród Narodów Świata Antoniego i Marię Żądłów; Michała i Magdalenę Żądłów oraz ich dzieci Kingę i Tadeusza; Mychajła i Mariję Bomoków oraz ich córkę Mariję Markiw z d. Bomok.
W 1991 r. siostry franciszkanki z Lasek założyły w Starym Skałacie dom zakonny. Od 2012 r. funkcjonuje w nim Centrum rehabilitacji i wczesnej pomocy niewidomym dzieciom oraz ich rodzicom im. Św. Jana Pawła II „Światło Nadziei". W 2023 r. siostry franciszkanki wraz z siostrami z Żytomierza otrzymały Medal Świętego Brata Alberta od Fundacji im. Brata Alberta za „wieloletnią pracę na rzecz osób z niepełnosprawnościami, potrzebujących pomocy i ofiar wojny na Ukrainie”. 
Do 2020 w rejonie podwołoczyskim. 